# Ținutul Dunărea de Jos
Ținutul Dunărea de Jos (denumirea propusă inițial fiind ținutul Dunării) a fost unul din cele zece ținuturi înființate în 1938, prin Legea administrativă din 14 august, după ce regele Carol al II-lea a inițiat în România o reformă instituțională de tip fascist, modificând Constituția României, legea administrării teritoriale și introducând dictatura.  A fost desființat prin Decretul-Lege nr. 3219 din 21 septembrie 1940.

## Județe încorporate
În conformitate cu reforma administrativă și constituțională din anul 1938, cele 71 de județe au fost subordonate ținuturilor. Cele zece județe care au compus ținutul Dunărea de Jos au fost următoarele: 
- Brăila
- Cahul
- Covurlui
- Fălciu
- Ismail
- Putna
- Râmnicu Sărat
- Tecuci
- Tulcea
- Tutova

La 13 septembrie 1940, Județul Tulcea, a fost trecut în circumscripția ținutului Mării.

## Stema
Conform Decretului Regal nr. 4285 din 13 decembrie 1938, stema ținutului Bucegi consta din „Scutul, zece fâșii așezate orizontal, alternând albastru, roșu, înfățișând cele 10 județe ale ținutului, prin culorile predominante din stemele lor. Peste tot, o bandă de argint ondulată, simbolizând Dunărea”. 

## Rezidenți regali
- Victor Cădere (13 august 1938[6][7] – 1 februarie 1939[7][8])
- Constantin C. Giurescu (1 februarie[7][8] – 22 septembrie 1939[7][9])
- Paul D. Goma (28 octombrie 1939[7][10][11][12] – 22 septembrie 1940[7])